# VectorLinux
VectorLinux (w skrócie VL) – bazująca na Slackware dystrybucja systemu operacyjnego GNU/Linux przeznaczona na platformę x86. Początkowo była rozwijana jedynie przez dwóch kanadyjskich programistów – Roberta S. Lange i Darrella Stavem, a obecnie w projekcie uczestniczy także społeczność skupiona wokół tego systemu.

## Edycje
Aktualnie istnieją i są rozwijane cztery edycje systemu VectorLinux: SOHO, Standard, Light oraz Live

### SOHO
Edycja SOHO (ang. small office/home – małe biuro/dom) została zaprojektowana dla nowoczesnych komputerów i jest oparta na środowisku graficznym KDE. Zawiera między innymi LibreOffice, Java, GIMP, Xsane, CUPS, Xara Xtreme i różne aplikacje finansowe. Dostępne jest także wydanie Deluxe SOHO zawierające dodatkowe oprogramowanie.

### Standard
Standard to trochę lżejsza niż SOHO edycja, wykorzystuje bowiem środowisko graficzne Xfce. Jest przeznaczona dla starszych maszyn, z mniejszą ilością RAMU i wolniejszym procesorem. Podstawową edycję Standard można za darmo ściągnąć ze strony producenta, natomiast za wersję Deluxe, zajmującą 2 CD trzeba zapłacić 26 dolarów. Wzbogaca ona system o dodatkowe oprogramowanie (m.in. KDE, OpenOffice.org) przy którego konfiguracji i użytkowaniu producent zapewnia dodatkowe wsparcie.

### Light
Wersja Light przeznaczona jest dla starszych komputerów. Została wyposażona w lekkie menedżery okien JWM i Fluxbox. Zawiera tylko niektóre z aplikacji dostępnych w edycji Standard, a jako przeglądarkę, klient mail oraz czat wykorzystuje Operę. Dodatkowe programy dostępne są przez menedżera plików bądź po własnoręcznej kompilacji. Light Edition może być swobodnie używana nawet na komputerach posiadających jedynie 64 MB pamięci RAM.

### Live
Live Edition rozprowadzana jest jako bootowalne CDROMy zawierające system VectorLinux na płycie CD. Pozwala użytkownikowi na przetestowanie VL bez konieczności partycjonowania dysku i instalacji na nim systemu. Istnieje jednak możliwość zainstalowania Vector Linux z LiveCD, dlatego dostępne są dwa rodzaje edycji Live: SOHO oraz Standard.

## Charakterystyka
Jednym z elementów wspólnych dla wszystkich edycji VectorLinux jest aplikacja służąca do administracji systemem – VasmCC (ang. Vector Administrative and Services Menu Control Center). Posiada nieskomplikowany interfejs, dzięki czemu podstawowe czynności administracyjne nie powinny stanowić problemu nawet dla początkujących użytkowników. W sposób równoległy do standardowego GUI dostępny jest także tryb tekstowy. VasmCC znajduje się w systemie od wersji Vector 2.0 i jest stale aktualizowany. Inne narzędzia konfiguracyjne, takie jak netconfig czy alsaconf również dostępne są w systemie.
Kolejny stały element w dystrybucji VectorLinux to menedżer pakietów slapt-get wraz z nakładką graficzną gslapt. W połączeniu z kompresją LZMA i śledzeniem zależności gslapt oferuje użytkownikom VL szybką i sprawną instalację oraz wygodne usuwanie oprogramowania z systemu unikając tak zwanego „piekła zależności”. Kompresja plików za pośrednictwem lzma pozwala zarówno użytkownikom posiadającym niskie, jak i wysokie pasma skrócić czas pobierania.

### Zarządzanie pakietami
Dla slapt-geta zostały napisane dwie nakładki graficzne. Pierwszą z nich był VL-APT, napisany przez deweloperów Vectora w odpowiedzi na zapotrzebowanie użytkowników na wygodne GUI do instalacji i zarządzania pakietami. gslapt został stworzony w tym samym celu, ale przez autora menedżera slapt-get. Do niedawna używanie zarówno gslapta, jak i VL-APTA było podobnie opłacalne, jednak ostatnie zmiany w slapt-gecie spowodowały, iż
ten drugi stał się nieaktualny, a co za tym idzie, deweloperzy VectorLinuksa zaczęli promować gslapta jako preferowaną metodę graficznego zarządzania pakietami.
Domyślna konfiguracja VL-APTA oraz gslapta zakłada korzystanie z repozytorium Vectora, które oferuje najważniejsze programy. Inne źródła (w tym także mirrory oficjalnych repozytoriów) mogą być dodane poprzez opcje w ustawieniach lub przez edycję pliku tekstowego z konfiguracją slapt-geta (slapt-getrc).
W rzeczywistości, w VectorLinuksie nie jest rzadkością pobieranie (zgodnie z informacją o wersji w pliku /etc/slackware-version) i instalacja pakietów .tgz z oficjalnego repozytorium Slackware, LinuxPackages.info, GnomeSlackBuild itd.
VectorLinux używa pakietów.tlz (spakowanych lzma), aczkolwiek.tbz i.tgz również się obsługiwane.